# Bab az-Zahira
Bab az-Zahira (arab. باب الزاهرة; hebr. באב א-זהרה) – osiedle mieszkaniowe w Jerozolimie w Izraelu, znajdujące się na terenie Wschodniej Jerozolimy.

## Położenie
Osiedle leży w północnej części miasta, na północ od Starego Miasta (obszar naprzeciwko Bramy Heroda i Bramy Damasceńskiej). Na północy znajdują się osiedla Asz-Szajch Dżarrah i Ha-Moszawa ha-Germanit, na zachodzie Bet Jisra’el i Me’a Sze’arim, a na wschodzie Wadi al-Dżauz.

## Historia
Osiedle powstało pod koniec XIX wieku przy drodze wyjazdowej z miasta do Nablusu. W okresie brytyjskiego Mandatu Palestyny osiedle stanowiło centrum handlowe Wschodniej Jerozolimy.
Podczas wojny o niepodległość w 1948 osiedle znalazło się pod kontrolą jordańskiego Legionu Arabskiego. Po wojnie weszła w skład Wschodniej Jerozolimy, będącej pod okupacją Transjordanii. Podczas wojny sześciodniowej w 1967 osiedle zostało zajęte przez wojska izraelskie.